# Ghimpețeni
Ghimpețeniⓘ – wieś w Rumunii, w okręgu Aluta, w gminie Ghimpețeni. W 2011 roku liczyła 103 mieszkańców.